# Charles Howie
Charles Howie (1811 - Londres, 1899) fue un botánico, briólogo, explorador británico que trabajó extensamente en la flora de Inglaterra.
Con el Dr. John Hardie Wilson recogieron material botánico regional, y de musgos, incluyendo trabajos publicados y no publicados, muestras y correspondencia personal.

## Algunas publicaciones
- 1891. Howie's amateur gardening. Ed. Howie's Seedsmen & Nurserymen. 56 pp.
- 1889. The moss flora of Fife and Kinross. 116 pp.
- john Jeffrey, charles Howie. 1879. The Trees and shrubs of Fife and Kinross. 92 pp. ISBN 1-115-75653-2
- charles Jenner, Charles Howie. 1867. Notes upon a new or rare carduus, gathered in the summer of 1867 by Mr Howie and Mr Jenner, during an excursion in Ross-shire and Inverness-shire. Ed. Neill and Co. 11 pp.

## Eponimia
- (Arecaceae) Howiea Becc.[2]